# 장루이 토랑
장루이 피에르 토랑(프랑스어: Jean-Louis Pierre Tauran, 1943년 4월 3일 ~ 2018년 7월 5일)은 프랑스 가톨릭교회의 추기경이다. 2003년 추기경에 서임되었으며, 교황청 궁무처 처장을 역임했었다.

## 약력
장루이 토랑은 보르도 태생으로, 교황청립 그레고리오 대학교에서 철학과 신학을 공부하여 1973년 교회법 박사학위를 취득하였으며, 교황청립 교회 아카데미와 툴루즈 가톨릭 연구소에서 수학하였다. 1969년 9월 20일 사제 수품을 받았으며, 1975년 바티칸의 외교부서로 옮기기 전까지 보르도 대교구의 보좌신부로 근무하였다. 장루이 토랑은 도미니카 공화국(1975-1978)과 레바논의 교황대사(1979-1983)로 파견되었다. 또한 유럽안보협력회의와 스톨홀름 군축회의, 부다페스트 문화포럼, 빈 문화포럼의 바티칸 대표를 지내기도 하였다.

### 국무원
1990년 12월 1일, 교황 요한 바오로 2세는 장루이 토랑을 교황청 국무원 외무부장과 텔레프테의 명의대주교에 임명하였다. 장루이 토랑의 주교 서품식은 1991년 1월 6일 요한 바오로 2세의 집전 아래 바티칸 성 베드로 대성전에서 거행되었다. 미군이 이라크를 침공했을 당시(이라크 전쟁), 장루이 토랑은 “일방적인 공격에 의한 전쟁은 평화에 대한 범죄이며 제네바 협약에 위반된다.”라면서 국가 간의 대화와 국제연합(유엔)의 중요성을 강조하였다.

### 거룩한 로마 교회 문서보관인과 도서관사서
2003년 10월 21일 교황 요한 바오로 2세는 장루이 토랑을 부제급 추기경에 임명하였다. 같은해 11월 24일, 장루이 토랑은 바티칸 비밀문서고와 바티칸 도서관을 관리 감독하는 ‘거룩한 로마 교회 문서보관인과 도서관사서’에 임명되었다. 2014년 6월부로 사제급 추기경으로 승급되었다.

### 종교간대화평의회 의장
파킨슨병을 앓고 있었음에도 불구하고, 장 루이 토랑은 2007년 6월 25일 교황청 종교간대화평의회 의장에 임명되었다. 이후 병세가 더는 악화되지 않아 그 덕분에 그는 더 많은 책무를 돌볼 수 있게 되었다. 종교간대화평의회는 그리스도교인들과 타 종교인들 사이의 상호 이해를 위해 세워진 교황청의 기구이다.
| 전임 타르치시오 베르토네 | 교황 궁무처장 2014년 12월 21일~2018년 7월 5일 | 후임 케빈 패럴 |